# Schneider István (igazgató-tanító)
Schneider István (Bonyhád, 1842. augusztus 7. – Pécs, 1909. február 6.) igazgató-tanító, újságíró, tanfelügyelő, lapszerkesztő.

## Élete
Tanulmányait Pécsett az alreáliskolában és a katolikus tanítóképző-intézetben végezte. Tanított Zombán és Kadarkúton, ahol gróf Somssichnál nevelősködött. Majd Hárságyon volt a magyar nyelv oktatója. 1862-ben Pécsre választották meg belvárosi tanítónak; 1887-ben nevezték ki ezen iskola igazgatójának és az ipariskolák vezetőjének, 1891-ben pedig a tanítási kötelezettség felmentése mellett a városi nép- és polgári iskolák felügyelőjévé nevezte ki Pécs város lakossága. Az 1870-es években államköltségen nagyobb utazásokat tett Németországban, Svájcban, Ausztriában, a szünidőt mindig utazással töltötte.
Több száz cikket írt a Pécsi Lapokba, Pécs-Baranyai Lapokba, Pécsi Figyelőbe, a Pécsbe és a Fünfkirchen Zeitungba. Szerkesztette és kiadta a Néptanoda című nevelésoktatási hetilapot 1874-től Pécsett.
Jegyei: (Sch.), (rn.), S...ch. (S.) és (S. J.).